# Eddie Machen
Edward Mills Machen (* 15. Juni 1932 in Redding, Kalifornien; † 8. August 1972 in San Francisco, Kalifornien) war ein afroamerikanischer Boxer, der in den 1950er- und 1960er-Jahren in den Weltranglisten geführt wurde.

## Anfänge im Boxsport
1951 begann Eddie Machen seine Amateurboxkarriere, die allerdings nur drei Kämpfe umfasste (zwei K.-o.-Siege und ein Unentschieden), da er 1952 zu einer Gefängnisstrafe für bewaffneten Raubüberfall verurteilt worden war und bis 1955 dafür eine Freiheitsstrafe verbüßen musste. Zum Boxen wurde Machen auch durch seinen Onkel Dave Mills inspiriert, der eine Zeit lang in Chile gelebt und dort den Titel des Südamerikameisters im Schwergewicht gegen Luis Ángel Firpo erkämpft hatte.

## Profi
1955 begann Machen seine Laufbahn als Profiboxer, während er noch als Holzfäller und Postbote seinen Hauptanteil für den Lebensunterhalt dazuverdiente. Seine ersten zehn Kämpfe gewann er durch K. o.
Seine ersten 24 Kämpfe gewann Machen und konnte unter anderem den ehemaligen Halbschwergewichtsweltmeister Joey Maxim zweimal nach Punkten besiegen, das Gleiche gelang ihm gegen den Weltranglistenboxer Niño Valdés, auch der Weltklassehalbschwergewichtler Tommy „Hurricane“ Jackson wurde in der zehnten Runde von Machen besiegt. 1958 endete der Kampf gegen den Weltranglistenzweiten Zora Folley Unentschieden.
Im gleichen Jahr erlitt er aber gegen Ingemar Johansson in Stockholm seine erste Niederlage durch K. o. in der ersten Runde. Auf Grund dessen boxte dann Johansson gegen Floyd Patterson um die Weltmeisterschaft (und gewann sie ebenfalls durch einen Knockout). Von 1959 bis 1963 bestritt Machen 26 Kämpfe, von denen er 22 siegreich beendete. Unter den Besiegten fanden sich hochklassige Boxer wie Doug Jones, Brian London und Willie Besmanoff.
Gegen Cleveland Williams erreichte er ein Remis, gegen Sonny Liston verlor er knapp nach Punkten. Der mehrmalige Halbschwergewichtsweltmeister Harold Johnson schlug ihn ebenfalls nach Punkten und Machens alter Rivale Zora Folley punktete ihn in zwei Rückkämpfen aus.

### Weitere Karriere mit psychischen Problemen
1963 war Machen wegen eines Selbstmordversuches in die Psychiatrie eingeliefert worden (Befund: akute Schizophrenie), dennoch setzte er seine Profikarriere als Boxer nach einem Managerwechsel fort. Nach einem K.-o.-Sieg gegen Duke Sabedong unterlag er 1964 Ex-Weltmeister Patterson nach Punkten über zwölf Runden.
Im darauffolgenden Jahr boxte Machen um den Titel der WBA gegen Ernie Terrell, wenn auch Muhammad Ali als eigentlicher Weltmeister angesehen wurde und Terrell den Titel nur am „grünen Tisch“ zugewiesen bekommen hatte. Nach 15 Runden entschieden sich die Punktrichter einstimmig für Terrell.
Nach diesem Kampf war klar, dass Machen seinen Zenit überschritten hatte; aufstrebende Boxer wie Karl Mildenberger, Joe Frazier, Henry Clark und Boone Kirkman nutzten ihn, um sich in der Weltrangliste zu etablieren. Der ungeschlagene und favorisierte Jerry Quarry verlor gegen Machen aber eindeutig nach Punkten, als diese 1966 in Los Angeles aufeinander trafen. Es war sein letzter bedeutender Sieg.
1967 beendete Eddie Machen seine Laufbahn und arbeitete als Hafenarbeiter, nachdem er noch zu seiner aktiven Zeit als Profisportler den Bankrott anmelden musste.

## Boxstil und boxhistorische Relevanz
Eddie Machen war nach heutigen Maßstäben ein Cruisergewichtler. Er war ein leichtfüßiger Stick and Move Konterboxer ohne großen Punch aber mit überragender Technik. Der ehemalige Europameister Brian London, der gegen Muhammad Ali und Floyd Patterson um die Weltmeisterschaft boxte (und unterlag), sagte, Machen hätte die schnellsten und längsten Kombinationen geschlagen. Floyd Patterson boxte nach seiner Revanche gegen Ingemar Johansson ein drittes Mal gegen diesen, statt gegen den offiziellen Herausforderer Machen den Titel zu verteidigen.

## Früher Tod
1968 wurde Machen wegen einer Prügelei mit Polizisten festgenommen. 1972 stürzte er aus einem Fenster und starb. Ob es Selbstmord, Mord oder Unfall war, konnte nicht ermittelt werden. Eddie Machen hinterließ seine Ehefrau.